# Unfriedtbau

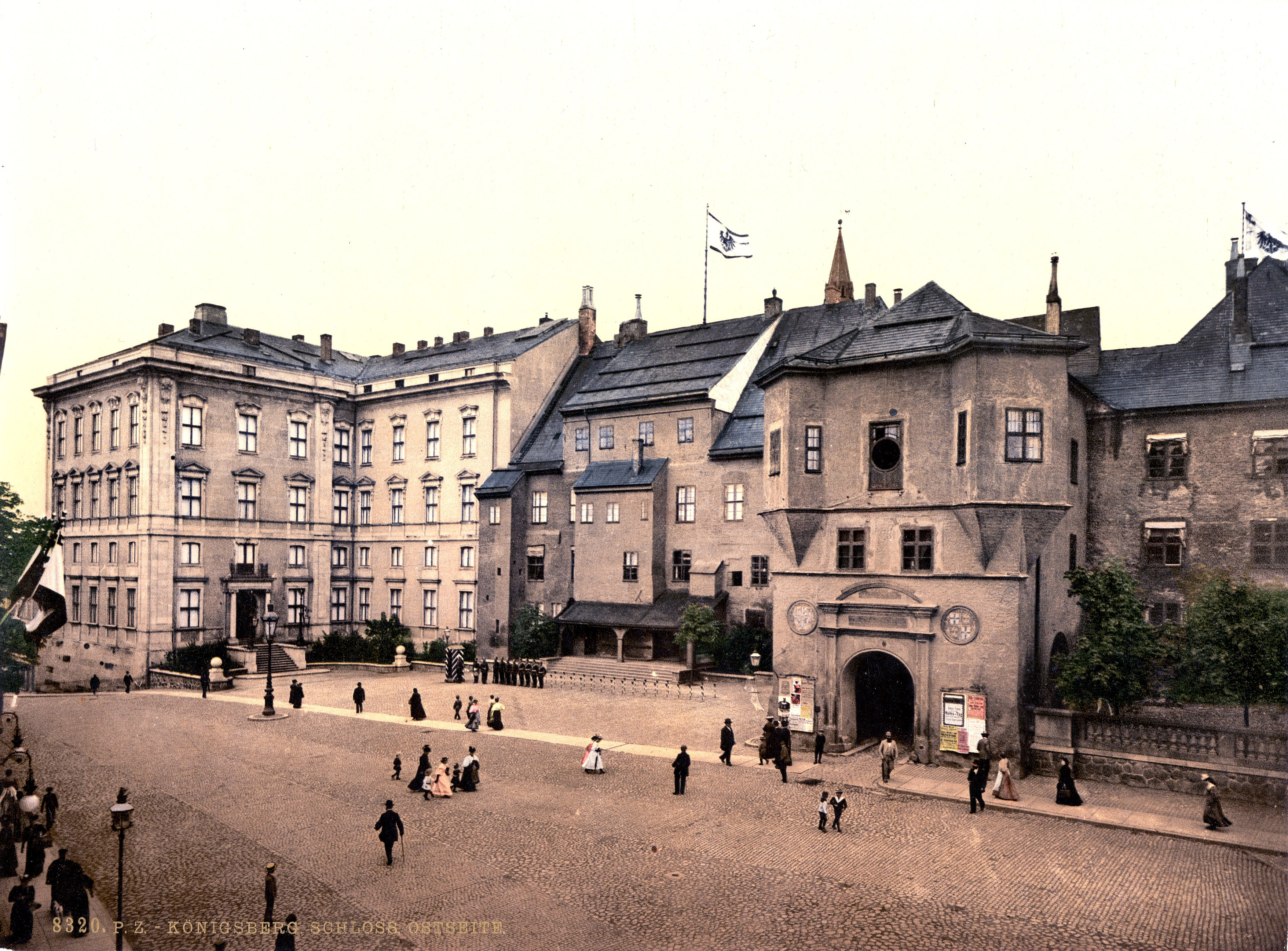
Ostseite des Schlosses mit dem Unfriedtbau auf der linken Seite des Bildes (um 1900)

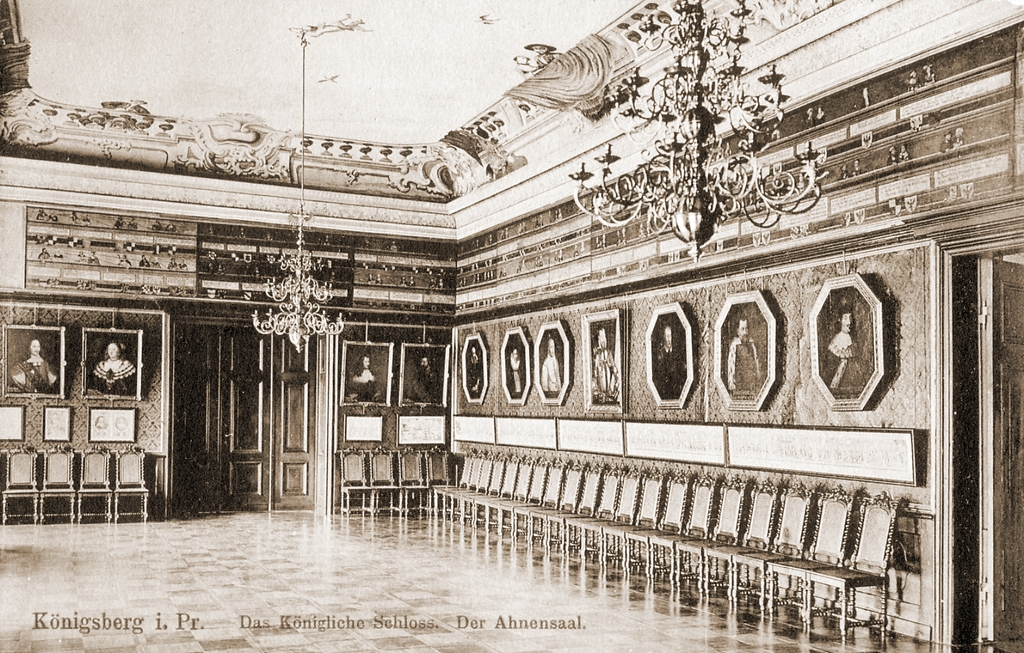
Ahnensaal im Unfriedtbau

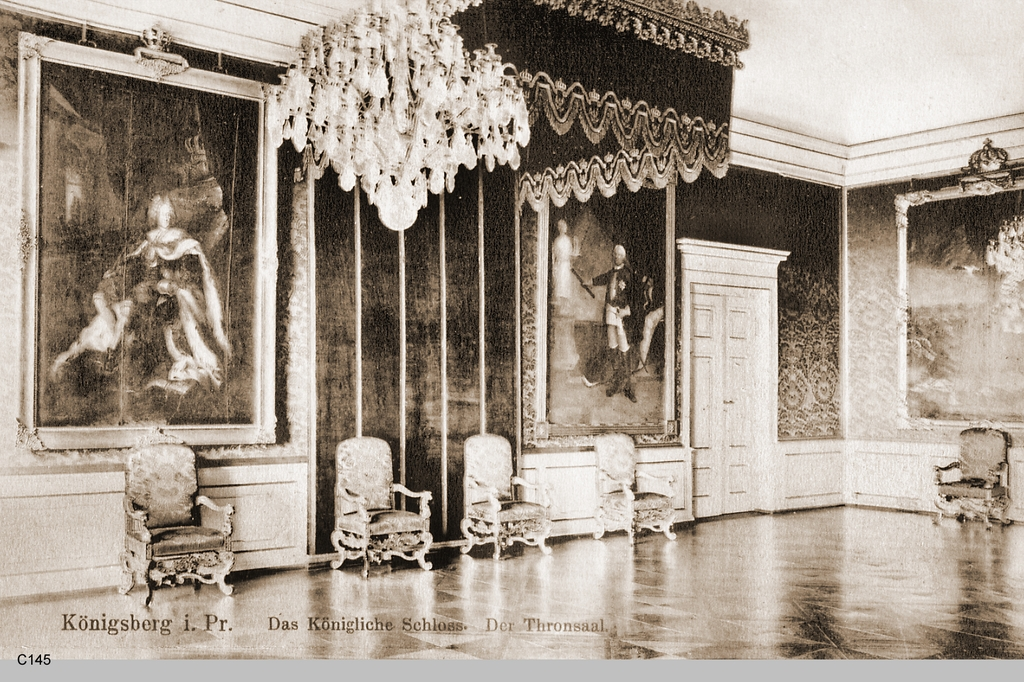
Thronsaal

Der Unfriedtbau (bzw. Friedrichsbau) war der barocke Südostflügel des Königsberger Schlosses, der für den Aufenthalt des preußischen Königs bestimmt war. Die Räumlichkeiten konnten besichtigt werden. Der Name des Flügels leitete sich von seinem Baumeister Joachim Ludwig Schultheiß von Unfriedt ab.

## Geschichte
Nach der Krönung Friedrichs I. zum „König in Preußen“ sollte das Königsberger Schloss den gesteigerten Repräsentationsbedürfnissen angepasst werden. Es war geplant, den Ostflügel in eine barocke Dreiflügelanlage zu verwandeln. Der Umbau wurde 1705 begonnen. Bis zum Tod Friedrich I. im Jahr 1713 wurde allerdings nur der südliche Bauabschnitt fertiggestellt. Von seinem Nachfolger Friedrich Wilhelm I. wurden die Arbeiten im selben Jahr eingestellt.

## Beschreibung
Im zweiten Stockwerk des Unfriedtbaus lagen die eigentlichen Wohnräume und die kleineren Repräsentationsräume des Königsberger Schlosses.
- Geburtszimmer Friedrich I.: Der zehn Quadratmeter große Raum wurde in den Jahren 1544–1547 unter Herzog Albrecht von Jakob Binck angefertigt. Alle Wände und Decken waren holzvertäfelt und mit Intarsien geschmückt. Der filigrane Sandsteinkamin soll eine Arbeit des Bildhauers Cornelius Floris gewesen sein. In der Zeit der Monarchie wurde der Raum den Besuchern nur auf Anfrage gezeigt.
- Kammer des Schwarzen Adlerordens: Die Ledertapete und Freskosupraporten, aus der Zeit des frühen Rokoko, zeigten italienische Landschaften mit antiken Ruinen. Das Symbol des Schwarzen Adlerordens, ein Stern, war mit einer figürlichen Kette im Relieffries dargestellt. Hier und in der Schlosskirche trafen sich die Ritter des Ordens. Weiterhin wurden die königlichen Gemächer gezeigt, die Wohnräume des Monarchen: Arbeits-, Schlaf- und Ankleideräume.
- Thronsaal: An den Wänden befanden sich die Bildnisse aller verstorbenen preußischen Könige: Friedrich I., Friedrich Wilhelm I., Friedrich II., Friedrich Wilhelm II., Friedrich Wilhelm III., Friedrich Wilhelm IV., Wilhelm I., Friedrich III. Das Bild von Wilhelm II. wurde nicht mehr ergänzt. Der Thronsessel war mit einem Baldachin überwölbt; auf dem Boden lagen Teppiche mit Darstellungen von Trakehner-Pferden.

Weitere Räume waren Ahnensaal, Spiegelsaal, kaiserlicher Salon, Fliesensaal, Räume der Königin Luise, kronprinzliche Wohnung, Ankleidezimmer des Kaisers, kaiserliches Schlafzimmer, Fahnen- und Standartenzimmer, Arbeitszimmer des Kaisers, Speisezimmer.

Bilder
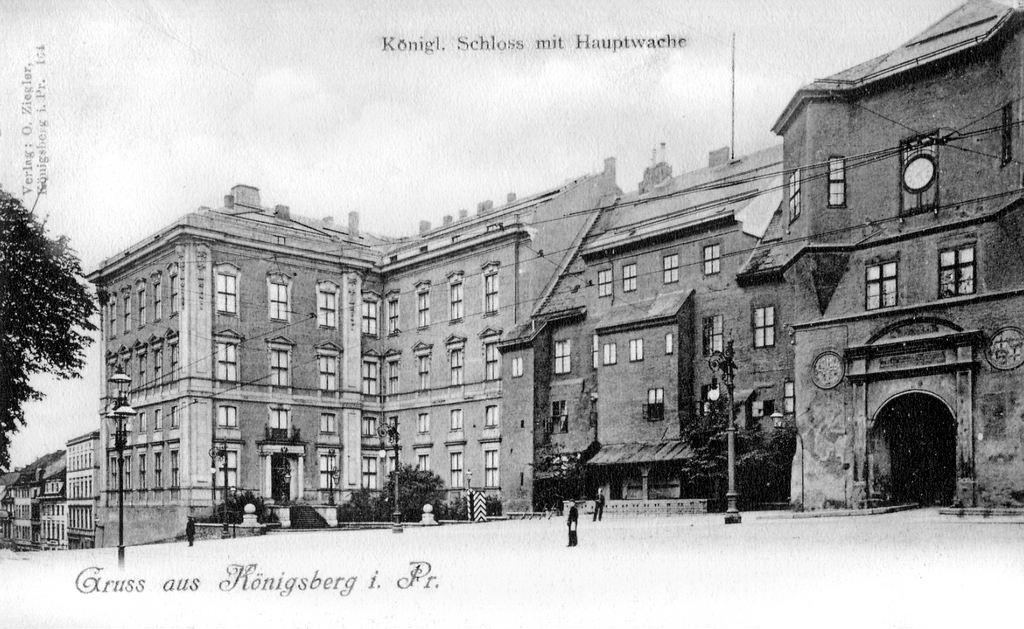
Schlosswache
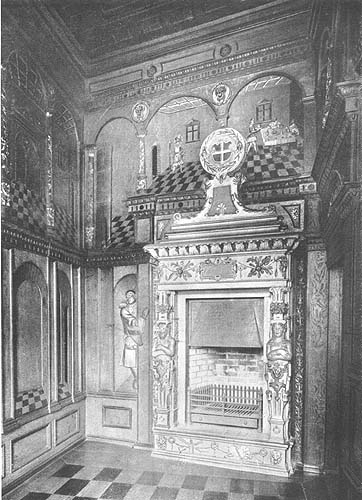
Das sogenannte Geburtszimmer von Friedrich I.
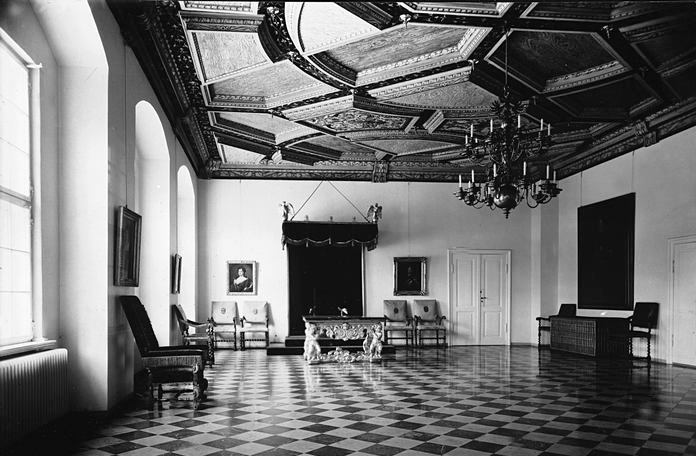
Fliesensaal aus der Totalen
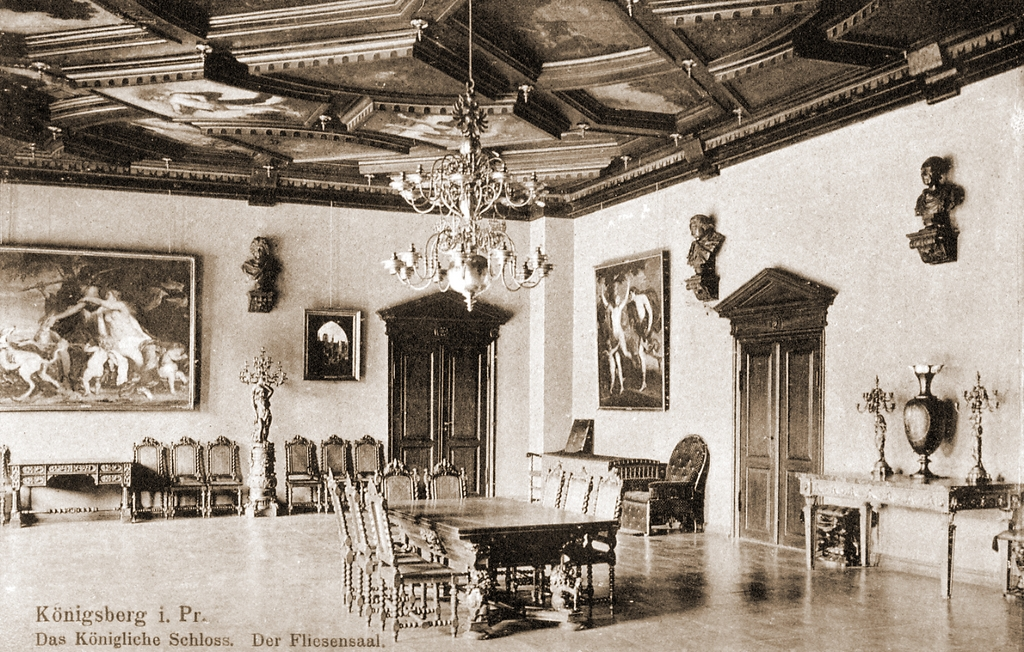
Fliesensaal
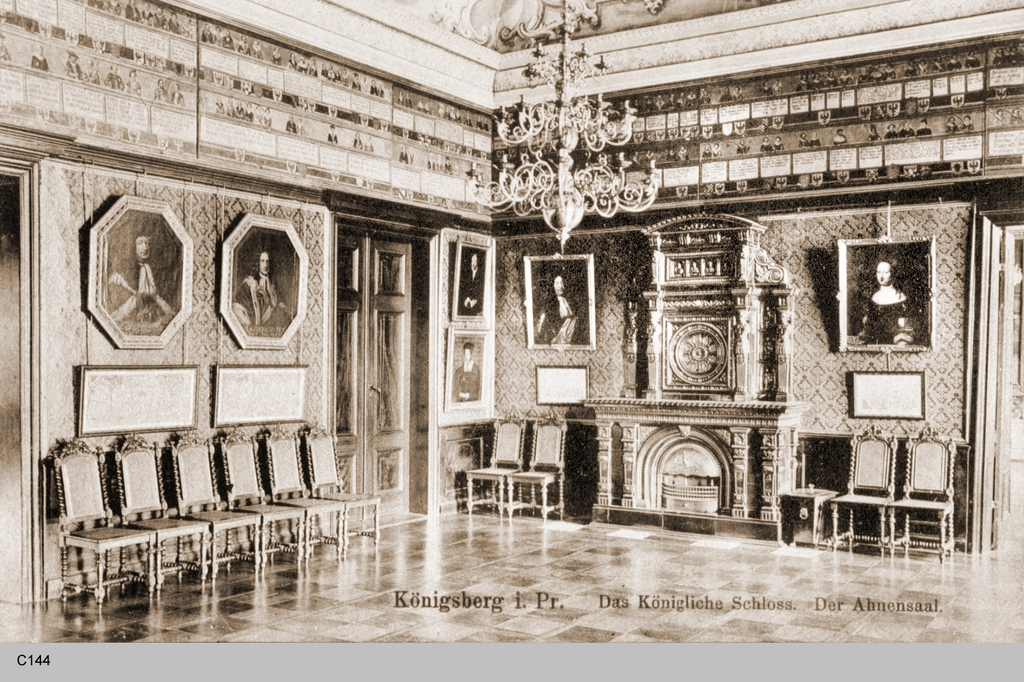
Ahnensaal
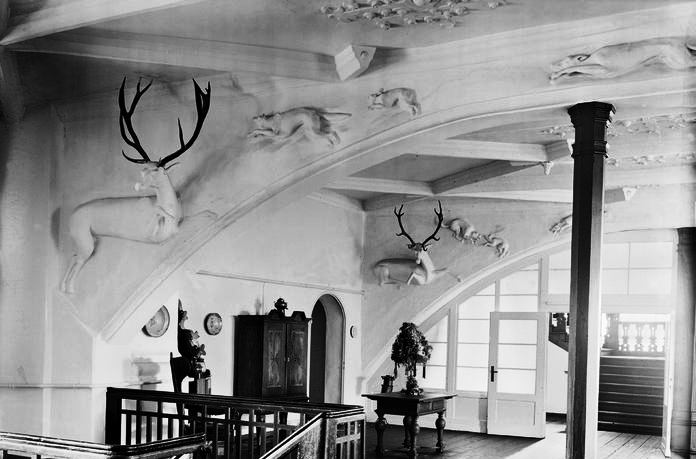
Jagdsaal
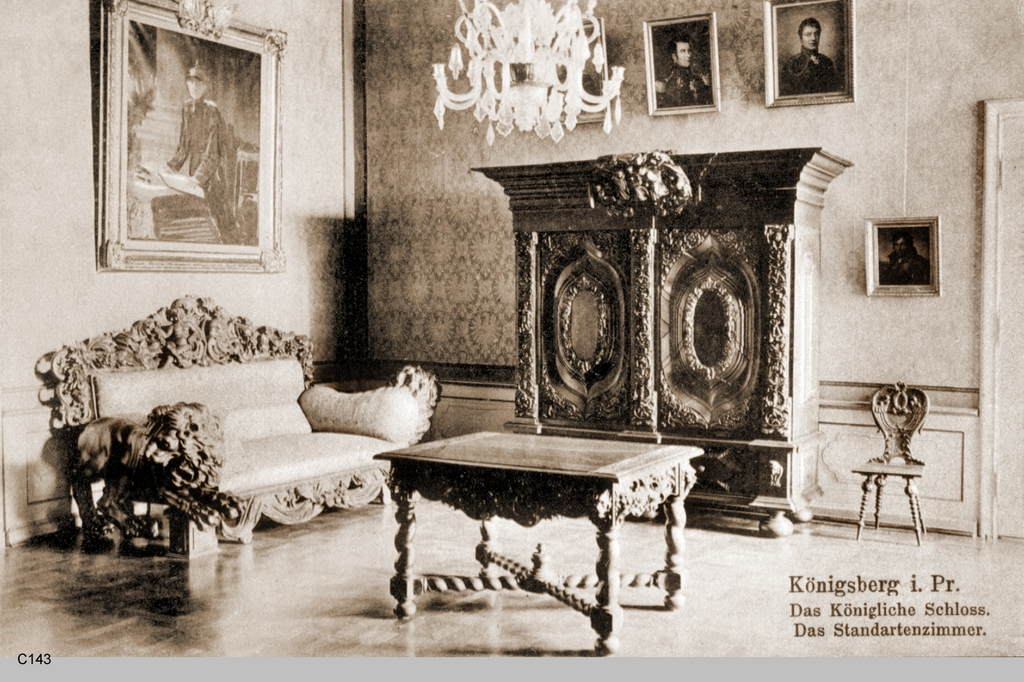
Standartenzimmer mit dem Löwensofa
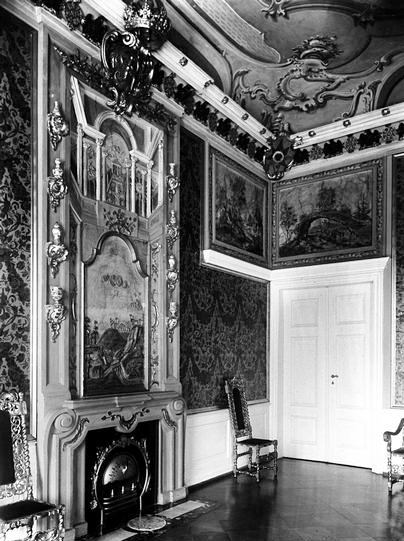
Schwarzer Adler Saal
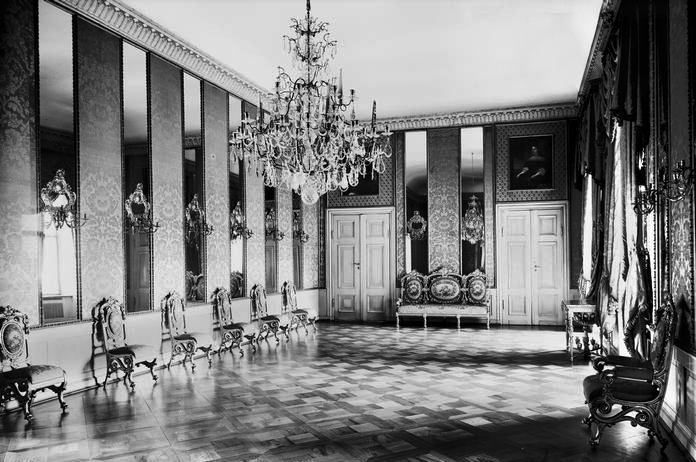
Spiegelsaal